# جابر العويسي
جابر محمد صغير العويسي المعروف باسم جابر العويسي (مواليد 4 نوفمبر 1989) هو لاعب كرة قدم عماني يجيد اللعب كقلب دفاع لصالح نادي الشباب ومنتخب عمان.

## روابط خارجية
- جابر العويسي على موقع الاتحاد الدولي (مؤرشف)  (الإنجليزية)
- جابر العويسي على موقع قاعدة بيانات كرة القدم.إي يو (الإنجليزية)
- جابر العويسي على موقع ناشيونال فوتبول تيمز (الإنجليزية)
- جابر العويسي على موقع Soccerway.com (الإنجليزية)
- جابر العويسي على موقع كووورة